# Поломи
Поломи — лісовий заказник місцевого значення в Україні. Розташований на території Звягельського району Житомирської області, на схід від села Осівка. 
Площа 347 га. Статус присвоєно згідно з рішенням облвиконкому від 97.03.1991 року № 68. Перебуває у віданні ДП «Ємільчинське ЛГ» (Королівське лісництво, кв. 7, 13, 19). 
Статус присвоєно для збереження частини лісового масиву з цінними насадженнями дуба і берези; є ділянки з насадженнями сосни, вільхи. 